# Шамус Рахман Хан
Шамус Рахман Хан (англ. Shamus Rahman Khan, род. 8 октября 1978) — американский социолог, профессор социологии Принстонском университете.

## Биография
Родился в семье хирурга и медсестры, иммигрантов из Пакистана и Ирландии соответственно, в семье есть старший брат Омар Хан (англ. Omar Khan), который имеет докторскую степень в области политических наук и был директором Runnymede Trust до 2020, а в настоящее время директор TASO.
Учился в школе Святого Павла, которую окончил с отличием по математике, естественным наукам, музыке и латыни в 1996. В 2000 окончил Хаверфордский колледж, получил степень магистра в 2006 и докторскую степень в 2008 в Университете Висконсин-Мэдисон. Дополнительно обучался у Роберта М. Хаузера, Эрика Олина Райта и Майры Маркс Ферри, советником являлся Мустафа Эмирбайер. В 2007 начал преподавать в Колумбийском университете, занимал должность заведующего кафедрой социологии.
Читал лекции и занимал должности приглашённого профессора по всему миру. В 2014 работал директором по приглашению в Высшей школе социальных наук и приглашенным профессором в Манчестерском университете. В 2010–2011 был научным сотрудником Центра для учёных и писателей в Нью-Йоркской публичной библиотеке. Состоит директором исследовательской сети Фонда Рассела Сейджа, которая изучает политическое влияние экономической элиты, и возглавляет исследовательскую программу, которая использует архивы Нью-Йоркской филармонии для понимания долгосрочной исторической композиции концерта классической музыки. В настоящее время он является редактором журнала «Общественная культура». Помимо своей академической работы, пишет для популярной прессы, в частности журнала Time, The New York Times, The New Yorker, Al Jazeera America, Public Books, Good Magazine.

## Публикации
- Хан Ш. Р., Фишер Д. Р.[англ.] The Practice of Research. New York: Oxford University Press, 2013.
- Хан Ш. Р. Privilege: The Making of an Adolescent Elite at St. Paul's School. Princeton, NJ: Princeton University Press, 2013.